# Аираи
Аираи (англ.  и палау Airai) — один из 16 штатов Палау, второй по населению, которое составляет 2455 человек (2015). Он находится на южном побережье острова Бабелтуап и нескольких прибрежных островах, и его площадь составляет 44 км².
Штат был образован 1 января 1981 года, а 5 апреля 1990 года была принята его конституция. С 5 апреля 2014 года, губернатором штата Аираи является Тмеванг Ренгульбаи, который уже был губернатором с 1998 по 2006 годы, и служит свой второй срок.
Столица штата — деревня Нгеткиб, крупнейший город — одноимённый город Аираи, который изначально назывался Ирраи, и в котором живёт 920 человек. Помимо этого, в штате есть пять деревень.
Штат больше всего известен мужским домом встреч, баи. Ему 200 лет и он является старейшим в стране. Его длина составляет 21 м, ширина — 6 м, а высота — 12 м. Он был построен из соломы и дерева и стоит на каменной платформе. На стенах дома, как и внутри, так и снаружи, нарисовано множество легендарных персонажей и мотивов; среди них делеррок (палау delerrok), мифическая «денежная птица», которая нарисована на всех четырёх углах баи. Местные верили в то, что она принесёт деревням удачу.
Аираи находится на крупнейшем острове, внутри страны, поэтому штат по сути является спальным районом Корора. Штат соединён мостом со штатом Корор. Дорога в 1 км идёт от Нгеткиба, столицы штата, до города Корор. В штате расположен Международный аэропорт Палау.
Начальная школа Аираи открылась в 1945 году. Она использует старое японское связное здание. Высшая школа Палау (англ. Palau High School) — единственная высшая школа в Палау, расположена в Короре, поэтому местные дети едут в Корор на учёбу.